# Абайски район (Източноказахстанска област)
Абайски район (на казахски: Абай ауданы) е съставна част на Източноказахстанска област, Казахстан, с обща площ 20 100 км2 и население 14 145 души (по приблизителна оценка към 1 януари 2020 г.). Почти 100 % от населението са етнически казахи.
Административен център е село Караул.